# Calamuchita (Tarija)
Calamuchita is een plaats in het departement Tarija, Bolivia. Het is naar aantal inwoners de tweede grootste plaats van de gemeente Uriondo, gelegen in de José María Avilés provincie. 

## Bevolking
| Jaar | Populatie |
| ---- | --------- |
| 1992 | -         |
| 2001 | 974       |
| 2012 | 1.228     |